# عيلام (مدينة)
عيلام (بالفارسية: ايلام) (بالكردية: ئیلام، Îlam‏) ثالث أكبر مدينة كُرديّة في إيران وعاصمة محافظة إيلام، معظم سكانها من المسلمين الشيعة. بلغ عدد سكانها في تعداد 2011 حوالي 213،579 نسمة، تقع سلسلة جبال كبير شرق المدينة ومن الغرب تحدها العراق. المدينة مأهولة بالكرد متحدثي الكردية الجنوبية.
يبلغ عدد سكانها 155,289 حسب إحصاء عام 2006 وفيها مراقد لبعض السادة وأبناء الائمه الاطهار ومن اشهرها مرقد السيد جابر الكبير الذي ينتهي نسبه إلى إبراهيم المجاب ابن الامام الكاظم ابن الامام الصادق ابن محمد الباقر ابن علي السجاد ابن الحسين الشهيد ابن علي ابن ابي طالب عبد المناف ابن عبد المطلب
والسيد جابر هو جد السادة الجوابر في العراق واليه ينتسبون.[هل المصدر موثوق به؟] 

## المناخ
يظهر الجدول التالي التغييرات المناخية على مدار السنة لعيلام:
| البيانات المناخية لـعيلام                              | البيانات المناخية لـعيلام | البيانات المناخية لـعيلام | البيانات المناخية لـعيلام | البيانات المناخية لـعيلام | البيانات المناخية لـعيلام | البيانات المناخية لـعيلام | البيانات المناخية لـعيلام | البيانات المناخية لـعيلام | البيانات المناخية لـعيلام | البيانات المناخية لـعيلام | البيانات المناخية لـعيلام | البيانات المناخية لـعيلام | البيانات المناخية لـعيلام |
| الشهر                                                  | يناير                     | فبراير                    | مارس                      | أبريل                     | مايو                      | يونيو                     | يوليو                     | أغسطس                     | سبتمبر                    | أكتوبر                    | نوفمبر                    | ديسمبر                    | المعدل السنوي             |
| ------------------------------------------------------ | ------------------------- | ------------------------- | ------------------------- | ------------------------- | ------------------------- | ------------------------- | ------------------------- | ------------------------- | ------------------------- | ------------------------- | ------------------------- | ------------------------- | ------------------------- |
| الدرجة القصوى °م (°ف)                                  | 23.1 (73.6)               | 21.0 (69.8)               | 25.0 (77.0)               | 30.2 (86.4)               | 37.5 (99.5)               | 40.0 (104.0)              | 43.0 (109.4)              | 47.0 (116.6)              | 40.0 (104.0)              | 35.2 (95.4)               | 32.0 (89.6)               | 27.5 (81.5)               | 47.0 (116.6)              |
| متوسط درجة الحرارة الكبرى °م (°ف)                      | 9.0 (48.2)                | 10.2 (50.4)               | 14.0 (57.2)               | 19.8 (67.6)               | 26.3 (79.3)               | 32.4 (90.3)               | 35.8 (96.4)               | 35.3 (95.5)               | 31.6 (88.9)               | 24.9 (76.8)               | 17.1 (62.8)               | 11.7 (53.1)               | 22.4 (72.3)               |
| المتوسط اليومي °م (°ف)                                 | 4.4 (39.9)                | 5.4 (41.7)                | 8.8 (47.8)                | 14.2 (57.6)               | 20.1 (68.2)               | 25.2 (77.4)               | 28.5 (83.3)               | 28.1 (82.6)               | 24.4 (75.9)               | 18.6 (65.5)               | 11.6 (52.9)               | 6.8 (44.2)                | 16.3 (61.4)               |
| متوسط درجة الحرارة الصغرى °م (°ف)                      | −0.3 (31.5)               | 0.6 (33.1)                | 3.7 (38.7)                | 8.6 (47.5)                | 13.8 (56.8)               | 18.1 (64.6)               | 21.2 (70.2)               | 20.8 (69.4)               | 17.3 (63.1)               | 12.3 (54.1)               | 6.3 (43.3)                | 1.9 (35.4)                | 10.4 (50.7)               |
| أدنى درجة حرارة °م (°ف)                                | −14 (7)                   | −15 (5)                   | −11 (12)                  | −3 (27)                   | 3.0 (37.4)                | 7.0 (44.6)                | 8.0 (46.4)                | 8.0 (46.4)                | 7.5 (45.5)                | 1.9 (35.4)                | −6.2 (20.8)               | −12 (10)                  | −15 (5)                   |
| الهطول مم (إنش)                                        | 117.5 (4.63)              | 103.9 (4.09)              | 123.1 (4.85)              | 70.1 (2.76)               | 26.1 (1.03)               | 0.5 (0.02)                | 0.6 (0.02)                | 0.3 (0.01)                | 1.1 (0.04)                | 26.2 (1.03)               | 80.3 (3.16)               | 94.8 (3.73)               | 644.5 (25.37)             |
| متوسط أيام هطول الأمطار (≥ 1.0 mm)                     | 9                         | 8                         | 10                        | 7                         | 4                         | 0                         | 0                         | 0                         | 0                         | 3                         | 6                         | 8                         | 55                        |
| متوسط الرطوبة النسبية (%)                              | 66                        | 62                        | 57                        | 49                        | 38                        | 27                        | 25                        | 25                        | 26                        | 38                        | 51                        | 61                        | 44                        |
| المصدر: Iranian Meteorological Organisation (archived) |                           |                           |                           |                           |                           |                           |                           |                           |                           |                           |                           |                           |                           |

## أعلام
- علي هاشمي